# Bergepanzer Büffel
Der Bergepanzer Büffel oder auch Bergepanzer 3 (BPz3) gehört zur Gruppe der Kampfunterstützungsfahrzeuge. Er ist eine bilaterale Entwicklung der Bundeswehr und der niederländischen Armee auf Basis des Kampfpanzers Leopard 2.

## Entwicklung
Mit der Einführung des Leopard 2 zeigte sich auch die Notwendigkeit, die Bergungskomponenten der Panzereinheiten zu modernisieren. Diese Entwicklung war nötig, da die Anforderungen an einen Bergepanzer durch die höheren Gewichte des Leopard 2 und anderer Fahrzeuge den Bergepanzer 2 an seine Grenzen brachten.
Daraufhin entwickelte die Firma MaK (seit 1992 Rheinmetall Landsysteme) den Bergepanzer 3 „Büffel“ auf dem Fahrgestell des Leopard 2 mit dem Ziel, so viele Komponenten des Basisfahrzeugs wie möglich zu nutzen.
In den Jahren 1992 bis 1997 wurden 75 Fahrzeuge für die Bundeswehr gefertigt, wobei Krauss-Maffei Wegmann als Generalunternehmer der Leopard-2-Plattform wesentliche Anteile zulieferte. Weitere 25 Fahrzeuge mit der Bezeichnung Bergingstank 600 kN Buffel gingen an die niederländische Armee.
Im Jahr 2012 wurden Bergepanzer der Bundeswehr für den Einsatz in Afghanistan mit dem Fahrersichtgerät SPECTUS („SPECtral Technology for Unlimited Sight“) von Carl Zeiss Optronics nachgerüstet. Das als Vorwärts- oder Rückwärtsfahrkamera einsetzbare System ermöglicht dem Fahrer durch eine Wärmebildkamera und eine parallel angeordnete Restlichtverstärkerkamera eine bessere Sicht unter vollem Panzerschutz.

## Allgemein
Eingesetzt wird der Büffel bei der Bundeswehr in allen Panzerbataillonen mit dem Leopard 2 und in den Panzerartillerieverbänden mit der Panzerhaubitze 2000 sowie in der Heeresinstandsetzungslogistik. Das Einsatzspektrum umfasst das Bergen und Abschleppen von Kettenfahrzeugen bis zur militärischen Lastenklasse 60 (MLC 60), das Sichern von Kettenfahrzeugen bei der Gewässerdurchfahrt, die Einsatzunterstützung bei Instandsetzungsarbeiten, das Bergen von Kampfpanzern mit Schnellbergeeinrichtung unter Panzerschutz, das Räumen von Hindernissen und im Notfall Erdarbeiten. Wie auch beim Bergepanzer 2 kann der Büffel ein Ersatztriebwerk für den Leopard 2 auf seinem Heck mitführen. Zur Selbstverteidigung verfügt die dreiköpfige Besatzung über ein Maschinengewehr MG3 und eine Nebelmittelwurfanlage. Eine ABC-Schutzanlage ermöglicht den Einsatz des Büffel auch in kontaminiertem Gelände.

## Technik
Um die an das Fahrzeug gestellten Anforderungen zu erfüllen, verfügt der Büffel über eine um 270 Grad drehbare Krananlage, die vorn rechts mit dem Leopard-2-Fahrgestell verbunden ist. Die zur Bergung benötigte Haupt- und Hilfswinde befindet sich im gepanzerten Aufbau, der auch gleichzeitig Kampfraum für die Besatzung ist. Die benötigte Leistung bezieht der Bergepanzer aus einem Zwölfzylinder-Dieselmotor der Firma MTU.
Eine Besonderheit gegenüber dem Bergepanzer 2 ist die Schnellbergeeinrichtung. Dazu wird eine Schleppschere mit Federpaketen am Räum- und Stützschild angebracht, die unter Panzerschutz bedient werden kann. Die Schleppscheren werden am Heck sowie an der Seite in Einzelteilen mitgeführt.
Eine weitere Besonderheit des Büffel ist, dass er bei elektrisch angetriebenem Ausleger seinen eigenen Motor ausheben und durch einen Austauschmotor ersetzen kann.
Zur weiteren Ausrüstung gehören eine Elektroschweißanlage und verschiedene Werkzeuge, welche auch kleinere Reparaturen vor Ort ermöglichen.

## Daten

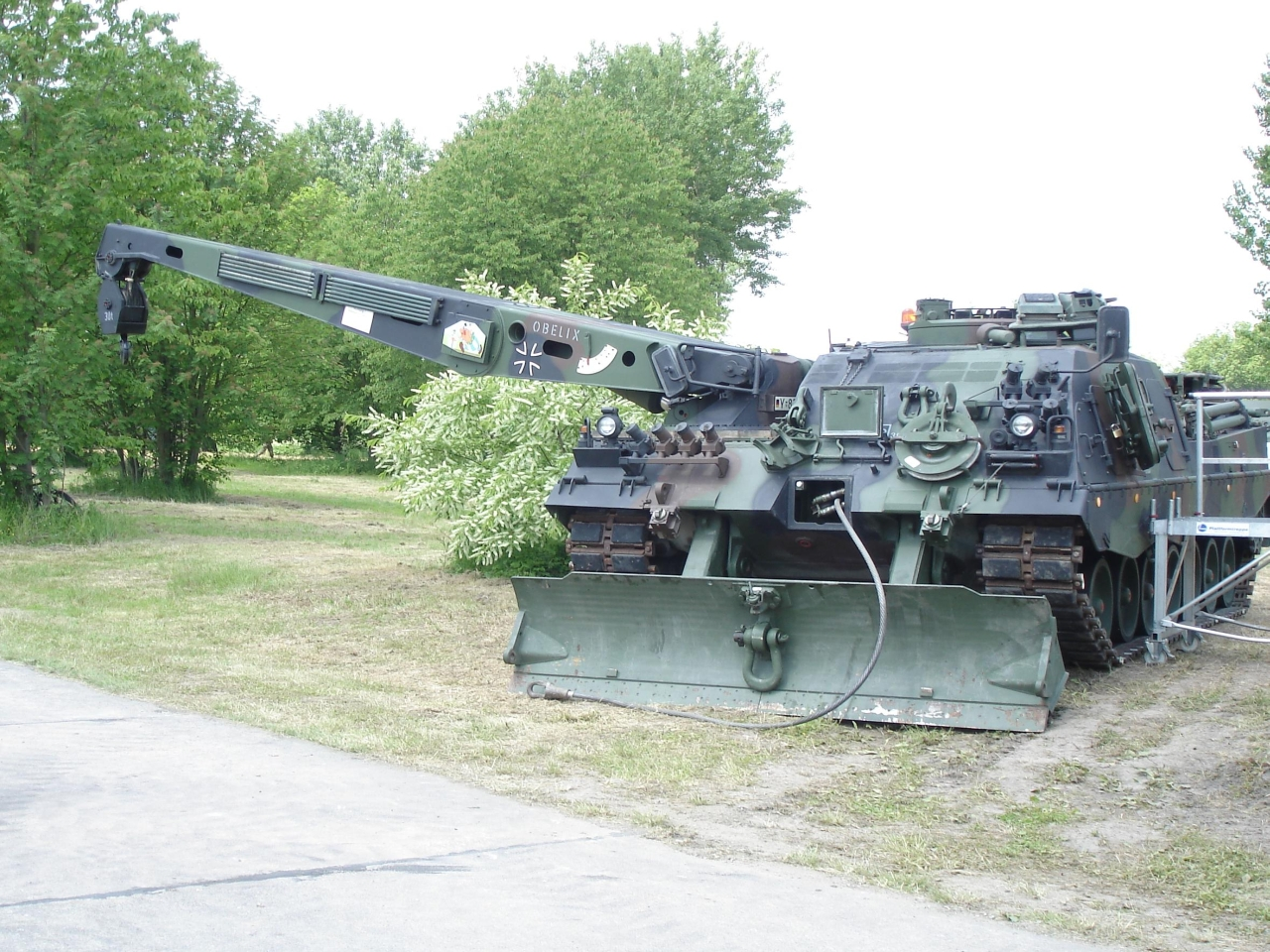
Bergepanzer Büffel, Frontansicht

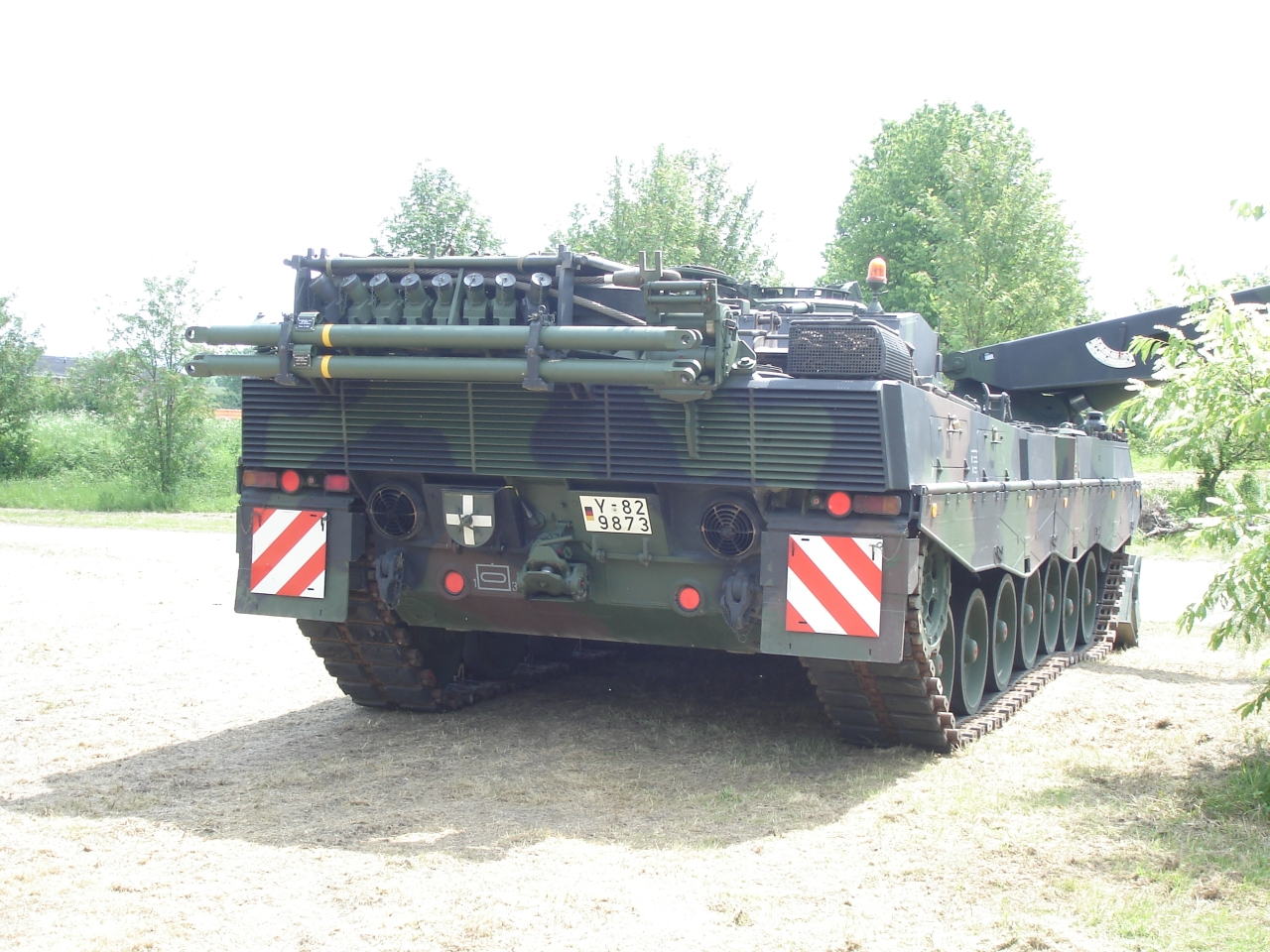
Bergepanzer Büffel, Heckansicht mit Schleppstangen der Schleppschere

| Hauptwinde Zugkraft                     | Spillwinde 35 t (350 kN) konstant, 70 t (700 kN) mittels Umlenkrolle, mit der zweiten Umlenkrolle 105 t |
| Seillängen                              | 180 m mit 33 mm Durchmesser, 280 m mit 7 mm Durchmesser                                                 |
| Hilfswinde Zugkraft                     | 6,5 kN                                                                                                  |
| Krananlage Hublast                      | 30 t |
| maximaler Schwenkbereich der Krananlage | 270° |
| maximale Zugkraft am Haken              | 295 kN                                                                                                  |

## Nutzer

Karte der Nutzerstaaten

- Deutschland: Das deutsche Heer erhielt zwischen 1992 und 1997 insgesamt 75 Bergepanzer Büffel. Im Dezember 2018 beauftragte das Bundesamt für Ausrüstung, Informationstechnik und Nutzung der Bundeswehr (BAAINBw) die Firma Rheinmetall, die Bergepanzer 3-Flotte der deutschen Streitkräfte zu modernisieren, um sie an veränderte Einsatzerfordernisse anzupassen. Von 2019 bis 2024 sollen 69 Bergepanzer 3 mit Gefechtsfeld-Bergeeinrichtungen (GFB) und Universaltransportplattformen (UTP) ausgestattet werden. Der Vertrag umfasst außerdem Zubehör und Dokumentation. Vier Bergepanzer 3 wurden mit Blick auf den ISAF-Einsatz in Afghanistan bereits mit GFB und UTP ausgestattet. Ebenso erhielten zuvor zwei Fahrzeuge der kanadischen Armee, die in Afghanistan eingesetzt wurden, die Modifikation.[3] Die damalige Streitkräftebasis verfügte über zwölf Stück.[4]
- Griechenland: Die griechischen Streitkräfte verfügen über zwölf Bergepanzer dieses Typs.[5]
- Indonesien: Das Kostrad unterhält Stand 2023 vier Büffel.[4]
- Kanada: Stand 2023 ist die Canadian Army in Besitz von zwölf Fahrzeugen.[4]
- Niederlande: Die niederländischen Streitkräfte beschafften zum gleichen Zeitpunkt wie Deutschland 25 Fahrzeuge. Seit 2019 wurden in einer ersten Phase durch Rheinmetall vier Fahrzeuge kampfwertgesteigert. In einer zweiten Phase sollen die weiteren 21 Fahrzeuge entsprechende Modernisierungsmaßnahmen durchlaufen.[6]
- Schweden: Für das schwedische Heer wurden 14 leistungsgesteigerte Exemplare unter dem Namen Bgbv 120 beschafft. Die Modifikationen des Bgbv 120 (im Vergleich zur deutschen und niederländischen Version) umfassen sowohl einen verbesserten ballistischen Schutz einschließlich eines integrierten Innenraumschutzes, eine reduzierte IR-Signatur, ein Führungs- und Navigationssystem, eine geänderte Waffenstation und ein Galix-Nebelwurfsystem zum Selbstschutz. Darüber hinaus verfügt das Fahrzeug über ein Bergungssystem mit Rückfahrkamera für Bergungsarbeiten unter Panzerschutz, ein verbessertes Kransystem und eine 1,5-t-Hilfswinde.[7]
- Schweiz: Die Schweizer Armee nutzt seit 2004 insgesamt 25 Bergepanzer Büffel.
- Singapur: Die Singapore Army verfügt über zwölf Systeme Büffel.[4]
- Spanien: Das Ejército de Tierra verfügt über 16 Bergepanzer Büffel.
- Sri Lanka: Die Streitkräfte Sri Lankas sind im Besitz von 31 Stück des Typs.[4]
- Tschechien: Tschechien erhielt Anfang 2022 im Rahmen des Ringtauschs zur Unterstützung der Ukraine einen Büffel.[8]
- Ukraine: Die ukrainische Armee erhielt Ende März 2023 von Deutschland zwei Büffel, um die 18 gespendeten Leopard 2A6 nach dem Kampf bergen zu können.[9]
- Ungarn: Im Jahr 2020 bestellte Ungarn – neben 218 Schützenpanzern Lynx – auch neun Büffel.[10] Stand 2023 wurde einer in den Dienst gestellt.[4][11]

Rheinmetall Landsysteme lieferte 150 Bausätze für die Bergungskomponenten des Systems nach Südkorea, wo sie in den dortigen Bergepanzer K1 ARV eingebaut wurden. Die Streitkräfte der Vereinigten Arabischen Emirate erhielten 46 und Frankreich 22 Bausätze zur Ausrüstung der Bergepanzer Char de Dépannage DNG/DCL, der auf der Leclerc-Wanne basiert. Südkorea wurden 280 Bausätze geliefert.